# Tierra de Trasancos

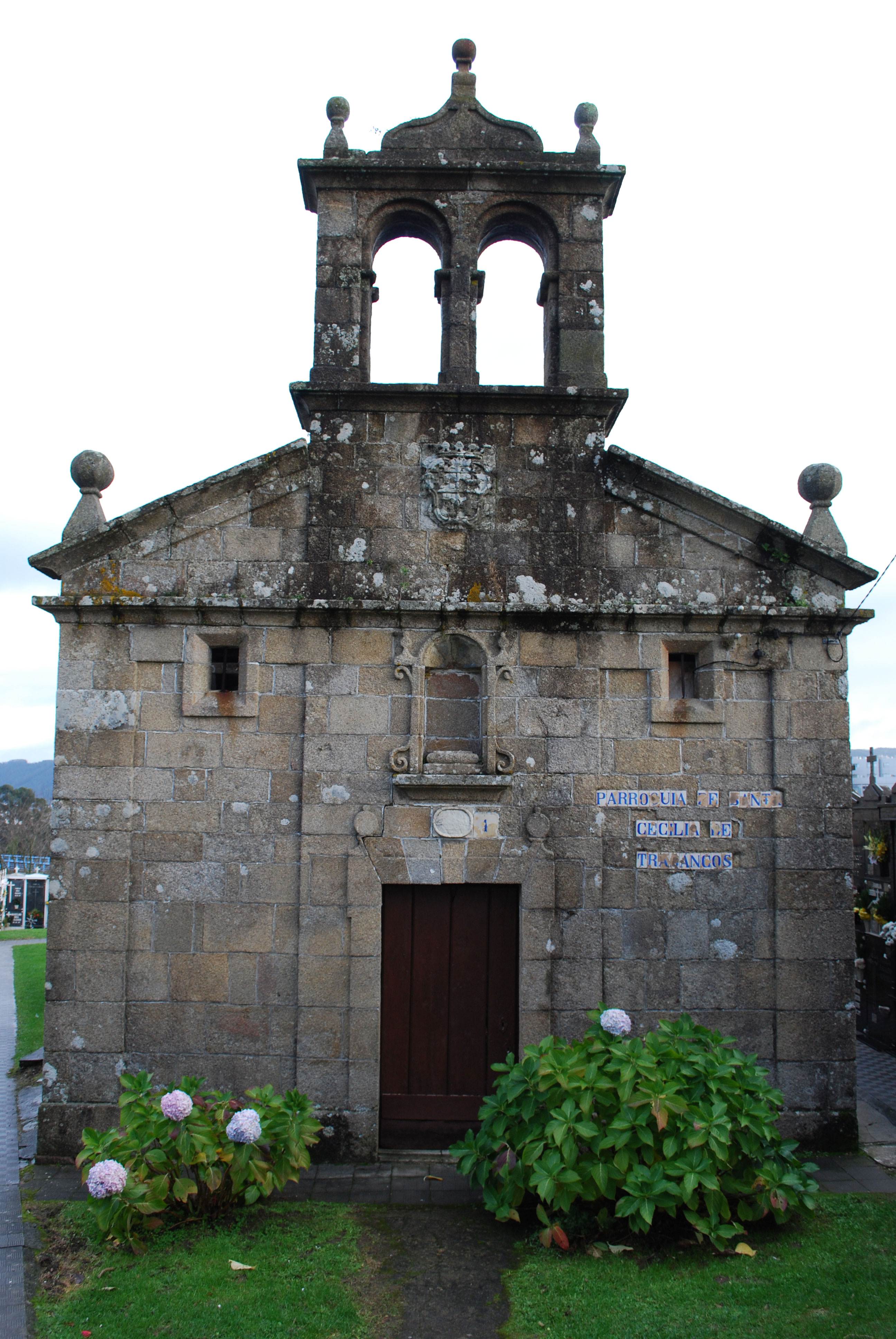
Iglesia de Santa Cecilia de Trasancos.

Tierra de Trasancos (en gallego, Terra de Trasancos) es el nombre que recibe el territorio que hoy ocupan los municipios de Ferrol, Narón, Valdoviño, San Saturnino, Neda y Fene. El topónimo debe su origen a la época de la cultura Castreña, y mantuvo su nombre hasta la desaparición del Antiguo Régimen a principios del siglo XIX, con la división territorial de España en 1833, organizando el territorio en municipios. Da nombre a las actuales parroquias de Santa Cecilia de Trasancos (Ferrol) y Trasancos (Narón).

REBE TRASANCI AVG[VST]E de la era actual o I antes de la era actual, Castro de Santa Comba, Ferrol.

En la Gallaecia anterior a la romanización, las divisiones territoriales estaban formadas por unos 50 pueblos castreños, sobre una superficie de unos 130 km². Este territorio político, o comissium, dio origen a las bisbarras (comarcas) gallegas. En la tierra de Trasancos se contabilizan 56 castros, por lo que en ese momento significaría una población de aproximadamente 2.240 habitantes, con un promedio de ocho casas por castro y 5 habitantes por casa.
El 15 de octubre de 2001, André Pena Graña encontró en el castro de Santa Comba una losa circular fechada en el siglo I, del tamaño y forma de un fusil de unos 4 centímetros de diámetro, con una inscripción dedicada a Reva : REBE TRASANCI AVG[VST ]E  ("POR REVA TRASANCIUCA", de la "Terra de Trasancos").

### Toponimia
El topónimo Trasancos procedería del Monte Ancos, si bien hay dudas sobre ello, en el término municipal de Neda, y designa también a las parroquias de Trasancos (Narón) y Santa Cecilia de Trasancos (Ferrol).